# First Republic Bank
First Republic Bank (с англ. — «Первый республиканский банк») — американский коммерческий банк из города Сан-Франциско (штат Калифорния), существовавший в 1985—2023 годах, специализировавшийся на ипотечном кредитовании (79 % выданных кредитов — ипотечные) и занимавшийся управлением активами (на конец 2020 года под управлением находились активы на 194 млрд долларов). Занимал 14-е место по консолидированным активам в списке ФРС за 2022 год. В списке крупнейших публичных компаний мира Forbes Global 2000 за 2021 год занимал 588-е место (252-е по активам, 580-е по чистой прибыли, 596-е по рыночной капитализации, 1986-е по размеру выручки). Основу клиентов банка составляли граждане с высоким уровнем доходов. У банка насчитывалось 93 офиса в 11 штатах США (преимущественно в Нью-Йорке, Калифорнии, Массачусетсе и Флориде).
С начала 2023 года на фоне банковского кризиса акции банка упали более чем на 90 %. 1 мая, после экстренного совещания с Федеральной корпорацией по страхованию вкладов один из крупнейших банков США JPMorgan Chase объявил о поглощении First Republic Bank. First Republic Bank стал четвёртым после Silvergate Bank, Signature Bank и Silicon Valley Bank банком, потерпевшим крах в ходе банковского кризиса 2023 года, и вторым банком по капитализации в списке крупнейших банкротств банков США за всю историю.

## История

### Основание
First Republic Bank был основан в феврале 1985 года Джимом Хербертом, в прошлом основателем и исполнительным директором компании San Fransisco Bancorp, проданной позже Atlantic Financial. Свою деятельность банк First Republic начал 1 июля 1985 года в качестве банка кредитования промышленности с головным офисом в Калифорнии. В августе 1986 года банк стал публичной компанией после того, как сделал первичное публичное предложение на бирже NASDAQ, начав продавать свои акции по 10 долларов за единицу. В 1993 году First Republic приобрёл ссудо-сберегательную ассоциацию Silver State Thrift из Невады.
В 1996 году в банке First Republic задумались о расширении сферы своих услуг. Руководство банка убедило легислатуру штата Невада принять закон, позволяющий преобразовать ссудо-сберегательную ассоциацию в банк штата. Этот закон был принят в июле 1997 года, спустя некоторое время после того, как First Republic объединился с более крупной ссудо-сберегательной ассоциацией Silver State Thrift из Невады в новое предприятие. После принятия закона совместное предприятие получило новое название — First Republic Savings Bank.

### Приобретения и смена владельцев
В 1998 году банком была приобретена компания Trainer Worthman & Co., в декабре 2001 года — Starbuck, Tisdale & Associates за 13 млн. долларов (как наличные средства, так и акции). В январе 2000 года First Republic Bank приобрёл долю в Froley, Revy Investment Company Inc. в размере 18%, а в 2002 году приобрёл инвестиционную фирму за 17 млн. долларов (наличные средства и акции). В 2004 году банк приобрёл отделение управления активами частных клиентов (Private Client Asset Management) компании Bay Isle Financial у Janus Capital Group. В 2006 году он также приобрёл Bank of Walnut Creek.
В сентябре 2007 года First Republic Bank был куплен компанией Merrill Lynch за 1,8 млрд долларов США, которая через год была поглощена Bank of America. В октябре 2009 года First Republic Bank был выкуплен у Bank of America группой инвесторов, в которую вошли фирмы Colony Capital и General Atlantic, бывший президент банка First Republic Джеймс Х. Херберт II (англ. James H. Herbert II) и бывшая COO банка Кэтрин Огаст ДеУайлд (англ. Katherine August DeWilde): сумма сделки составила порядка 1 млрд долларов США. Основатель и глава Colony Capital Томас Дж. Баррак-младший входил в совет директоров ещё до сделки с участием Merrill Lynch, а компания General Atlantic ещё в 1987 году вложила в First Republic Bank сумму в размере 5 миллионов долларов. Ещё 800 миллионов долларов было выделено консорциумом инвесторов для того, чтобы выполнить новые требования к капиталу, выдвинутые американскими регуляторами. В декабре 2010 года благодаря первичному публичному предложению банк снова стал публичной компанией, заработав 280,5 млн долларов.

### Последующие сделки
В ноябре 2012 года First Republic приобрёл управленческую компанию Luminous Capital за сумму в 125 миллионов долларов: активы компании составляли 5,5 млрд долларов. В 2015 году банк приобрёл Constellation Wealth Partners за 115 миллионов долларов. В декабре 2016 года банком был приобретён появившийся два года тому назад стартап Gradifi, который сотрудничал с компаниями PricewaterhouseCoopers, Natixis Global Asset Management и Penguin Random House по вопросам выдачи и погашения студенческих кредитов.
В марте 2018 года банк вложился в компанию CommonBond, предоставлявшую студенческие кредиты. В мае 2018 года компания арендовала часть офисных помещений в Центре Рокфеллера. В 2019 году 50 консультантов по работе с клиентами (в том числе пять высокопоставленных советников), работавшие в Lumionous, покинули компанию: по сообщению American Banker, вместе с ними фактически компания лишилась и активов под управлением в размере 17 миллиардов долларов.
На конец 2020 года активы First Republic Bank составляли 142,5 млрд долларов, из них 112,6 млрд пришлось на выданные кредиты, в том числе ипотечные — 88 млрд. Более трети выданных кредитов приходилось на Сан-Франциско и пригороды, также важными рынками являются Нью-Йорк, Лос-Анджелес, Бостон и Сан-Диего. Принятые депозиты составляли 115 млрд долларов, другим источником средств служил выпуск ипотечных облигаций.
Дочерними компании банка на конец 2020 года являлись:
- First Republic Lending Corporation (Невада)
- First Republic Investment Management, Inc. (Нью-Йорк)
- First Republic Securities Company, LLC (Невада)
- First Republic Trust Company of Delaware LLC (Делавэр)
- First Republic Trust Company of Wyoming LLC (Вайоминг)

## Банкротство

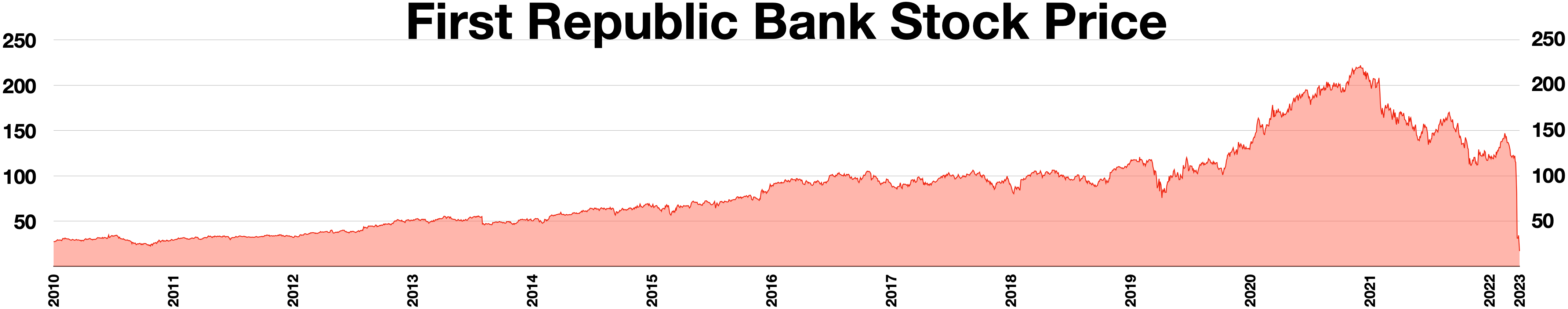
Цены на акции First Republic Bank

В марте 2023 года в США разразился Банковский кризис, в результате которого агентства Fitch Ratings и S&P Global Ratings значительно снизили кредитный рейтинг банка First Republic Bank. Причинами того стали «высокая доля незастрахованных депозитов» у богатых клиентов, которые намеревались перевести свои вклады в другие банки, а также соотношение кредитов к депозитам на уровне 111% (выдано кредитов больше, чем открыто вкладов). В пятницу 10 марта 2023 года торги акциями First Republic были приостановлены на фоне агрессивных продаж со стороны инвесторов; стоимость акций в тот день упала на 15%. Дабы не допустить банковую панику и восполнить потери, связанные со снятием депозитов клиентов FRB, 16 марта 2023 года одиннадцать банков США (включая JPMorgan Chase, Bank of America, Wells Fargo, Citigroup и Truist Financial) разместили в банке депозит в размере 30 млрд долларов. Несмотря на это, курс акций банка продолжал падать. 19 марта агентство S&P снизило кредитный рейтинг First Republic Bank ещё на три уровня, отметив, что банк «может не справиться с серьёзными проблемами в сферах бизнеса, ликвидности, финансирования и прибыли, которые его ожидают». В тот день банк потерял ещё 13,5 млрд долларов, что было сопоставимо, по мнению The Wall Street Journal, с потерями Silicon Valley Bank в канун краха последнего.
24 апреля был опубликован отчёт за первый квартал, согласно которому вкладчики во время банковской паники сняли 104,5 млрд долларов со своих счетов, хотя отток денег стабилизировался в апреле. Объём оттока денежных средств объяснялся большим количеством клиентов с высоким уровнем дохода, чьи вклады (размером не менее 250 тысяч долларов каждый) не были застрахованы Федеральной корпорацией по страхованию вкладов. Банк заявил, что рассматривает разные стратегические варианты, чтобы уменьшить свой баланс. Поскольку большую часть основных средств банка составляли муниципальные облигации, First Republic не мог воспользоваться экстренной программой финансирования (Bank Term Funding Program), так как его активы не могли использоваться в качестве залога. Сумма активов банка по состоянию на 13 апреля составляла около 229,1 млрд долларов, а сумма депозитов — 103,9 млрд долларов.
26 апреля курс акций First Republic упал до 4,6 долларов за акцию (против 143 долларов за акцию в начале февраля), что поставило под угрозу существование банка. 28 апреля было объявлено о начале продажи банком облигаций и ценных бумаг с целью повышения ликвидности, а также о сокращении штата сотрудников банка: из First Republic начали уходить многочисленные советники. В этот же день стоимость одной рухнула на 43% до отметки 3,5 доллара после того, как Федеральная корпорация по страхованию вкладов заявила о возможном приобретении банка, а после того, как по итогам торгов акциями стоимость одной акции снизилась ещё на 42%, корпорация объявила о немедленном переходе банка под её контроль. 29 апреля корпорация обратилась к банкам JPMorgan Chase, PNC Financial Services и Bank of America с предложением обдумать покупку First Republic и предоставить свои заявки до 30 апреля.
1 мая Департамент финансовой протекции и инноваций Калифорнии официально объявил о прекращении деятельности First Republic Bank и переходе его активов во владение Федеральной корпорации по страхованию вкладов. В тот же день стало известно, что JPMorgan Chase приобрёл активы бывшего банка у корпорации за 10,6 млрд долларов. 84 офиса First Republic, действовавшие в 8 штатах, открылись уже в качестве филиалов JP Morgan Chase, а вкладчики First Republic автоматически стали вкладчиками JPMorgan Chase.

## Финансовые показатели
| Год                                       | 2009  | 2010    | 2011    | 2012    | 2013    | 2014    | 2015    | 2016    | 2017    | 2018    | 2019    | 2020     | 2021     | 2022     |
| ----------------------------------------- | ----- | ------- | ------- | ------- | ------- | ------- | ------- | ------- | ------- | ------- | ------- | -------- | -------- | -------- |
| Выручка, млрд долларов США                | 1,072 | 1,002   | 1,183   | 1,341   | 1,468   | 1,649   | 1,841   | 2,2     | 2,6     | 3,0     | 3,3     | 3,9      | 5,0      | 6,8      |
| Чистая прибыль, млн долларов США          | 346   | 271     | 354     | 401     | 462     | 487     | 522     | 673     | 758     | 854     | 930     | 1064     | 1478     | 1665     |
| Активы, млрд долларов США                 | 19,94 | 22,38   | 27,79   | 34,38   | 42,11   | 48,35   | 58,98   | 73,3    | 87,8    | 99,2    | 116,3   | 142,5    | 181,1    | 212,6    |
| Рыночная капитализация, млрд долларов США | н/д   | 3,75    | 3,95    | 4,30    | 6,95    | 7,2     | 9,65    | 13,80   | 13,91   | 14,32   | 19,80   | 25,30    | 37,02    | 22,29    |
| Средняя цена акций на бирже               | н/д   | 26,0421 | 26,5584 | 29,9428 | 39,3133 | 47,7605 | 57,9133 | 69,2193 | 92,4429 | 92,6591 | 98,5723 | 111,1200 | 187,4291 | 149,0652 |
| Дивиденды на обыкновенную акцию           | н/д   | н/д     | н/д     | 0,30    | 0,36    | 0,54    | 0,59    | 0,63    | 0,67    | 0,71    | 0,75    | 0,79     | 0,86     | 1,03     |